# Le Monde des Bleus 2003
Le Monde des Bleus 2003 (World Tour Soccer 2003 en Amérique du Nord ou This Is Football 2003 en Europe) est un jeu vidéo de football développé par SCE London Studio et édité par Sony Computer Entertainment, sorti en 2002 sur PlayStation 2.

## Accueil
- Jeux vidéo Magazine : 8/20[1]
- Jeuxvideo.com : 9/20[2]